# Louis-Pierre Anquetil
Pour les articles homonymes, voir Anquetil.
Louis-Pierre Anquetil, né à Paris en 1723 et mort le 5 ou le 6 septembre 1806, est un historien français. Plusieurs ouvrages de cet historien prolifique ont connu de nombreuses éditions au cours du XIXe siècle.

## Biographie
Né d'un père épicier, il entre en 1741 chez les génovéfains à Sainte-Catherine de Paris, où il est ordonné prêtre et enseigne la théologie et les belles-lettres. Il est ensuite nommé directeur du séminaire de Reims et publie en 1756 son premier ouvrage, une Histoire civile et politique de la ville de Reims.
En 1759, il est prieur-curé de l'abbaye de la Roë en Anjou,, puis il est nommé directeur du collège de Senlis où il compose son Esprit de la Ligue. En 1766, il quitte l'enseignement pour devenir prieur-curé de Château-Renard dans le Loiret, puis, en 1790, curé de La Villette près de Paris.

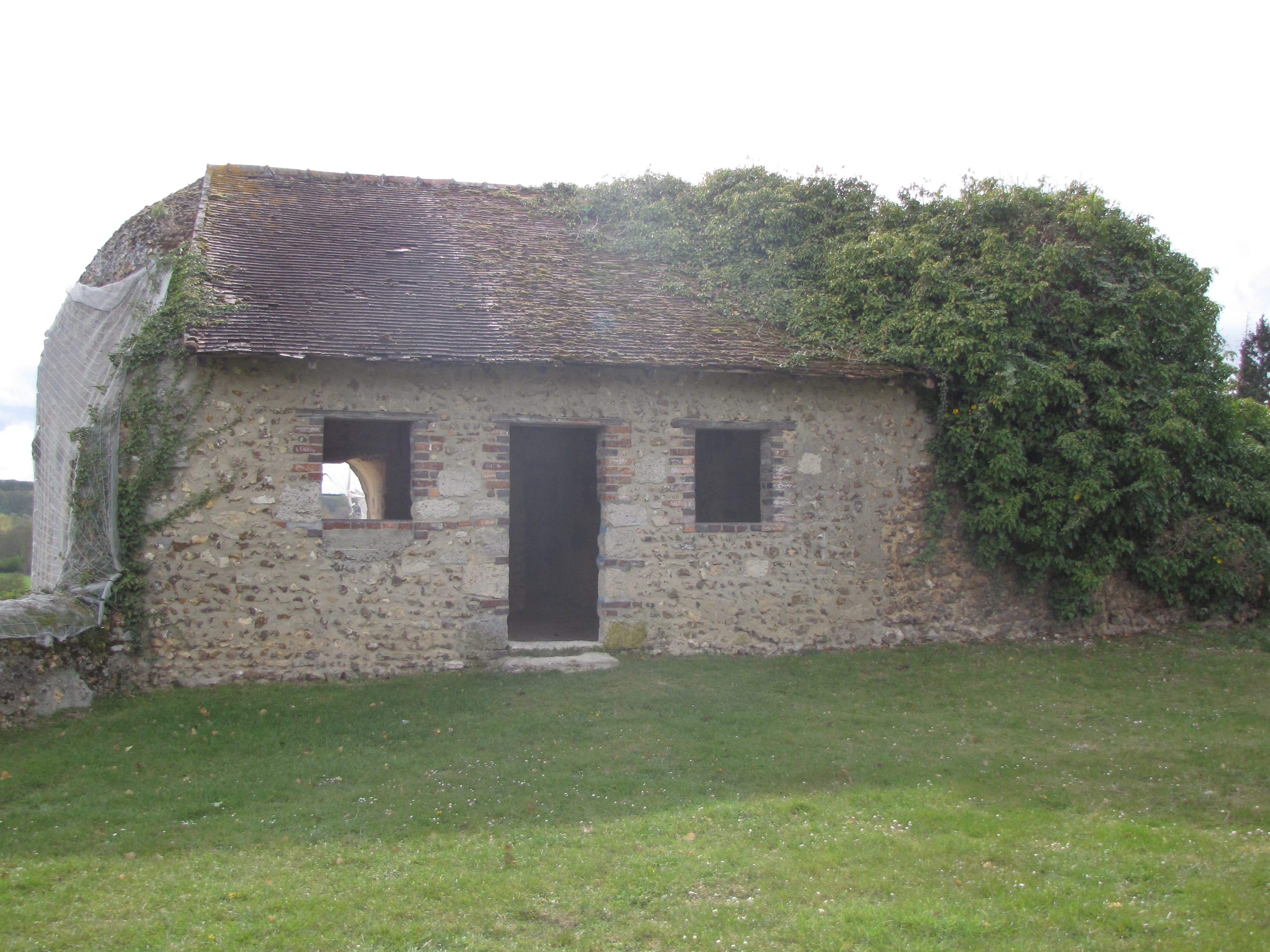
La tour Anquetil,
au château-haut de Château-Renard

Incarcéré pendant la Terreur à la prison Saint-Lazare, il abandonne ses fonctions ecclésiastiques en 1793. Il est élu membre de l'Institut national des sciences et des arts, dans la classe de littérature et beaux-arts, en 1795. Il est ensuite attaché au ministère des affaires étrangères et publie un ouvrage sur les Motifs des guerres et des traités de paix de la France en 1797. À la demande de Napoléon, il entreprend la rédaction de sa monumentale Histoire de France, qui est continuée ensuite par d'autres historiens tels que le cousin germain du comte de Vaublanc et dont paraissent de nombreuses éditions ainsi que plusieurs abrégés.
Louis-Pierre Anquetil est le frère aîné de l'indianiste Abraham Hyacinthe Anquetil-Duperron. Une rue de Reims lui rend hommage.

## Ouvrages
- Histoire civile et politique de la ville de Reims (3 volumes, 1756).
- L'Esprit de la Ligue, ou histoire politique des troubles de France, pendant les XVIe et XVIIe siècles (3 volumes, 1767).
- Vie du maréchal duc de Villars, écrite par lui-même, et donnée au public par M. Anquetil (4 volumes, 1784).
- L'Intrigue du Cabinet, sous Henri IV et Louis XIII, terminée par la Fronde (4 volumes, 1780).
- Louis XIV, sa cour et le Régent (4 volumes, 1789).
- Motifs des guerres et des traités de paix de la France pendant les règnes de Louis XIV, Louis XV et Louis XVI, depuis la paix de Westphalie, en 1648, jusqu'à celle de Versailles, en 1783 (1797). Texte en ligne :
- Précis de l'histoire universelle, ou Tableau historique présentant les vicissitudes des nations (9 volumes, 1799). Texte en ligne (3 premiers volumes) : ,  et
- Notice sur la vie de M. Anquetil du Perron (1804).
- Histoire de France depuis les Gaulois jusqu'à la fin de la monarchie (14 volumes, 1805). Texte en ligne (5e édition en 12 volumes) : , , , , , , , , , , ,  et